# 젊은이의 반란

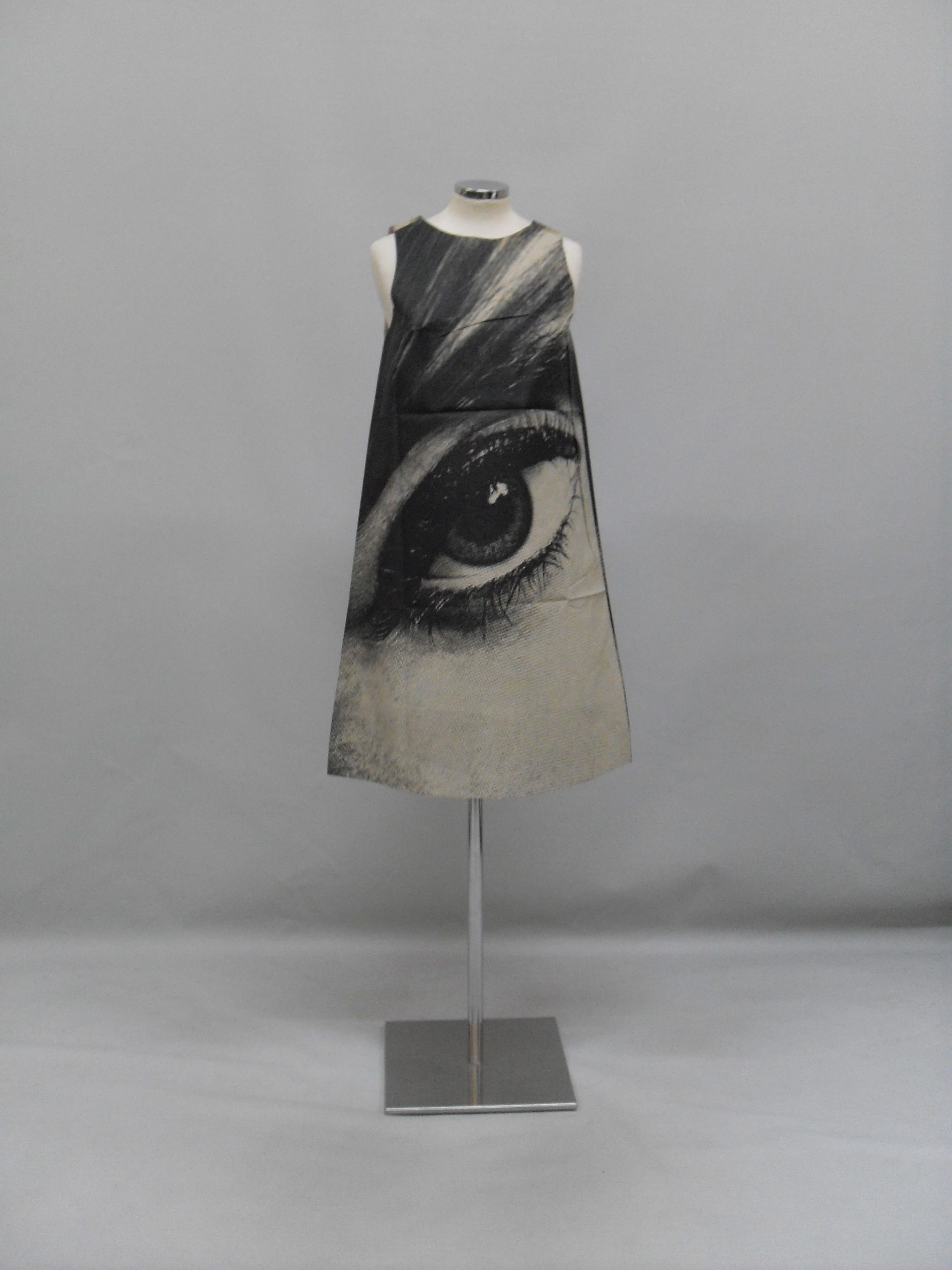
페이퍼 드레스 (1967년)

젊은이의 반란(Youthquake)은 1960-70년대의 학생 운동으로 인해 젊은 층에 퍼진 체제에 대한 반항과 과격주의이다.

## 같이 보기
- 이디 세지윅
- 라나 델 레이
- 2017년 영국 총선